# Kecamatan Pamboang
Kecamatan Pamboang är ett distrikt i Indonesien.   Det ligger i provinsen Sulawesi Barat, i den centrala delen av landet, 1 400 km öster om huvudstaden Jakarta.